# Theodor Arps
Theodor Arps (* 2. Februar 1884 in Neuenkirchen; † 28. April 1947 in Garmisch-Partenkirchen) war ein deutscher Vizeadmiral im Zweiten Weltkrieg, Leiter des Marinenachrichtendienstes und von 1940 bis 1945 Richter am Reichskriegsgericht.

## Leben
Arps trat am 1. April 1902 als Seekadett in die Kaiserliche Marine ein, absolvierte seine Grund- und danach Schiffsausbildung auf der Kreuzerfregatte Stein und kam vom 1. April 1903 bis zum 30. September 1904 an die Marineschule. Nach erfolgreicher Ausbildung erfolgte seine Versetzung an Bord des Linienschiffes Wettin, wo er am 29. September 1905 zum Leutnant zur See befördert wurde. Als Kompanieoffizier wechselte er am 1. Oktober 1906 zur II. Torpedo-Division und war dort zeitgleich nacheinander als Wachoffizier auf verschiedenen Torpedobooten im Dienst. Am 1. Mai 1909 erfolgte die Versetzung des Oberleutnants zur See (seit 30. März 1908) für ein Jahr als Erster Offizier auf das Stationsschiff Loreley. Dann wurde er bis 30. September 1911, wieder als Wachoffizier, auf dem Großlinienschiff Posen eingesetzt. Es folgten Kommandierungen zu Ausbildungszwecken bei der Schiffsartillerie mit anschließender Versetzung an die Schiffsartillerieschule nach Kiel-Wik als Instrukteur. Am 18. Januar 1913 versetzte man Arps als Wachoffizier auf den Kleinen Kreuzer Stuttgart und beförderte ihn dort am 15. Juli 1913 zum Kapitänleutnant.
Mit Ausbruch des Ersten Weltkriegs kam Arps als Artillerieoffizier auf den zum Hilfskreuzer umgebauten Passagierdampfer Kaiser Wilhelm der Große, der vor der Westafrikanischen Küste Handelskrieg führte. Dabei kam es am 26. August 1914 zu einem Gefecht mit dem britischen Kreuzer Highflyer, in dessen Verlauf sein Schiff vor Río de Oro unterging. Arps und ein Großteil der Besatzung konnten sich an Land retten und wurde bis 13. Oktober 1914 von den dortigen spanischen Behörden interniert. Nachdem man die deutschen Marinesoldaten den Franzosen überstellt hatte, befand er sich bis 12. Juli 1918 in französischer Kriegsgefangenschaft und anschließend noch einmal bis zum 12. August 1919 in einem Schweizer Internierungslager. Nach seiner Rückkehr nach Deutschland wurde er zur Disposition gestellt und am 27. April 1920 mit dem Charakter als Korvettenkapitän aus der Marine verabschiedet.
In der Zeit der Weimarer Republik ging Arps verschiedenen Beschäftigungen nach. Unter anderem publizierte er 1928 in der Zeitschrift „Nauticus“ – ein Blatt für Seeinteressenten – eine Abhandlung „Die Kriegsmarinen der Welt“.
Arps wurde am 1. Oktober 1933 in seinem alten Dienstgrad reaktiviert und kam als Leiter der Gruppe der neu gebildeten Abteilung Fremde Marinen in die Marineleitung. Dieser Schritt entsprach der folgerichtigen Umsetzung der Dienstverordnung MD, Nr. 13, die von Gustav Kleikamp (1896–1952) ausgearbeitet worden war und den Wiederaufbau des Marinenachrichtendienstes zum Ziel hatte. Neben der Aktivierung der 1927 in die „Abwehr“ eingegliederten Strukturen war eine vordergründige Aufgabenstellung die Organisation der seit 1933 wieder zugelassenen Marineattachés an den deutschen Botschaften und Gesandtschaften im Ausland. Zeitgleich mit seiner Beförderung zum Kapitän zur See am 1. Oktober 1934 erfolgte am 30. September 1934 die Ernennung Arps zum Chef des Marinenachrichtendienst im Oberkommando der Marine. Die neue geschaffene Abteilung gliederte sich in drei Arbeitsbereiche, das Referat „Fremde Marinen“, das Referat „Marine-Nachrichtenübermittlungsdienst“ und das Referat „Funkaufklärung“. Da zu seinen Zuständigkeiten auch die Neuausrichtung der Öffentlichkeitsarbeit für die forcierte Entwicklung der Kriegsmarine gehörte beteiligte er sich 1938 an der Gemeinschaftspublikation „Kleine Wehrgeografie des Weltmeeres“ mit dem Artikel „Das Meer in volkstümlicher Darstellung“. Weitere Autoren der im Mittler Verlag herausgegebenen Schrift waren Hellmuth Heye (1895–1970), Oskar Ritter von Niedermayer (1885–1948) und Reinhold Gadow (1882–1945). Die Position des Abteilungsleiters hatte Arps über den Beginn des Zweiten Weltkriegs bis zum 31. Dezember 1939 inne. Sein Nachfolger wurde Ludwig Stummel (1898–1983).
Mit Beginn des Jahres 1940 wurde Arps zum Konteradmiral befördert und als solcher Richter am Reichskriegsgericht in Berlin. In dieser Funktion war er u. a. am Todesurteil gegen Joachim Kuhn beteiligt. Am 1. April 1942 erhielt er die Beförderung zum Vizeadmiral. Bis Kriegsende war er an weiteren Todesurteilen des Reichskriegsgerichtes beteiligt, so etwa am 6. Juli 1943 im Fall Franz Jägerstätters.
Mit der deutschen Gesamtkapitulation geriet Arps am 8. Mai 1945 bei Torgau in US-amerikanische Kriegsgefangenschaft, in der er am 28. April 1947 in einem Lager bei Garmisch-Partenkirchen starb.